# Daniel E. Thorbecke
Daniel E. Thorbecke est un réalisateur allemand séduit par le Cap-Vert. Il a produit et réalisé deux films dans l’île de Fogo.

## Filmographie
- 1999 : In Rhythm of Time (moyen métrage)
- 2003 : Terra Longe (long métrage, coproduction avec le Portugal) Voir film